# Armée cubaine
L'Armée cubaine, officiellement l'Armée révolutionnaire (espagnol : Ejército Revolucionario) est la branche terrestre des Forces armées révolutionnaires cubaines et est responsable de la guerre terrestre. Elle a été fondée en 1959, à la suite de la victoire des communistes dans la révolution cubaine.
L'Armée révolutionnaire est divisée en commandements ouest, central et oriental, en plus de la région militaire autonome de l'île de la Jeunesse.

## Histoire
La force militaire qui a émergé après la Garde rurale a été créée en 1902 sous le nom d'Armée nationale de Cuba (espagnol : Ejército Nacional de Cuba). En 1933, l'armée mènera la révolte des sergents, cherchant de meilleures conditions et renversant le président Gerardo Machado sous la direction du sergent Fulgencio Batista. En 1935, la force a été rebaptisée Armée constitutionnelle de Cuba (espagnol : Ejército Constitucional de Cuba). Sous cette désignation, il réalise le coup d'État militaire du 10 mars 1952, - Batistazo - plaçant au gouvernement une junte militaire dirigée par Batista.
Le cuartelazo (coup de caserne) était une prouesse d'organisation de la Force, l'axe de la conspiration passant par les installations militaires de la capitale ; qui tomba aux mains des conspirateurs sans résistance. Prenant le contrôle des garnisons de La Havane, les forces armées rebelles ont avancé sur la capitale elle-même, ont atteint les routes menant aux zones suburbaines de la ville et ont finalement capturé les commandements provinciaux.

## Équipement
Ce tableau est basé sur les données publiées par le gouvernement cubain et d'autres sources.
| Nom                                     | Pays d'origine   | Quantité | Notes                                                                                           |
| Chars                                   | Chars            | Chars    | Chars                                                                                           |
| --------------------------------------- | ---------------- | -------- | ----------------------------------------------------------------------------------------------- |
| T-54/T-55                               | Union soviétique | 800      |                                                                                                 |
| T-62                                    | Union soviétique | 380      |                                                                                                 |
| PT-76                                   | Union soviétique | 50       |                                                                                                 |
| Véhicule de combat d'infanterie         |                  |          |                                                                                                 |
| BMP-1                                   | Union soviétique | 120      |                                                                                                 |
| Véhicule blindé de transport de troupes |                  |          |                                                                                                 |
| BTR-40                                  | Union soviétique | 100      |                                                                                                 |
| BTR-50                                  | Union soviétique | 200      |                                                                                                 |
| BTR-60                                  | Union soviétique | 800      |                                                                                                 |
| BTR-70                                  | Union soviétique | ??       | Quantité non déterminée en raison du manque d'informations fournies par le gouvernement cubain. |
| BTR-152                                 | Union soviétique | 150      |                                                                                                 |
| Artilharia autopropulsada               |                  |          |                                                                                                 |
| 2S1 Gvozdika                            | Union soviétique | 60       |                                                                                                 |
| 2S3 Akatsiya                            | Union soviétique | 40       |                                                                                                 |
| Lançador múltiplo de foguetes           |                  |          |                                                                                                 |
| BM-21 Grad                              | Union soviétique | ??       | Quantité non déterminée en raison du manque d'informations fournies par le gouvernement cubain. |
| P-15 Termit                             | Union soviétique | ??       | Quantité non déterminée en raison du manque d'informations fournies par le gouvernement cubain. |